# Довадола
Дова̀дола (на италиански: Dovadola, на местен диалект Dvêdla, Дъведъла) е село и община в северна Италия, провинция Форли-Чезена, регион Емилия-Романя. Разположено е на 140 m надморска височина. Населението на общината е 1677 души (към 2012 г.).

## История
До 1923 г. общината е част на провинция Флоренция, регион Тоскана. Тя се намира в историческата област, наречена Тосканска Романя (на италиански: Romagna Toscana). В тази година общината участва в провинция Ферара.